# جوناثان لي (كاتب)
جوناثان لي (بالإنجليزية: Jonathan Lee)‏ هو كاتب بريطاني، ولد في 24 أبريل 1981 في سري في المملكة المتحدة.